# Trattato di San Pietroburgo (1762)
Il trattato di San Pietroburgo venne siglato il 5 maggio 1762 a San Pietroburgo tra i rappresentanti del Regno di Prussia e quelli dell'Impero russo; il trattato segnò la fine delle ostilità tra Russia e Prussia nell'ambito della guerra dei sette anni, restaurando un completo status quo ante bellum tra le due nazioni.

## Storia
L'Impero russo entrò nella guerra dei sette anni per effetto di un trattato di alleanza stipulato con la Monarchia asburgica nel gennaio 1757: i russi si impegnavano ad appoggiare i tentativi degli austriaci di riguadagnare con le armi il controllo della regione della Slesia, perduta a vantaggio della Prussia nel corso della precedente guerra di successione austriaca, entrando in un'alleanza che avrebbe ricompreso anche il Regno di Francia, il Regno di Svezia e il Sacro Romano Impero. Le forze russe invasero la regione della Prussia orientale nel giugno 1757 sconfiggendo le forze prussiane nella battaglia di Gross-Jägersdorf; i russi subirono una sconfitta ad opera di Federico II di Prussia nella battaglia di Zorndorf il 25 agosto 1758, ma in collaborazione con gli austriaci ottennero un'importante vittoria nella battaglia di Kunersdorf il 12 agosto 1759 e le loro forze arrivarono anche a occupare brevemente la capitale prussiana Berlino nell'ottobre 1760.
La situazione era disperata per la Prussia di Federico II, accerchiata e quasi soverchiata dai nemici, quando la morte della zarina Elisabetta di Russia il 5 gennaio 1762 mutò radicalmente la situazione: a Elisabetta, solida alleata dell'imperatrice Maria Teresa d'Austria e ferrea nemica di Federico II, succedette infatti lo zar Pietro III che del monarca prussiano era invece un acceso ammiratore; in quello che divenne noto come "Miracolo della casata di Brandeburgo", lo zar Pietro si affrettò quindi a intavolare trattative di pace separate per far cessare il conflitto con la Prussia. Il trattato fu quindi firmato a San Pietroburgo il 5 maggio 1762 dal cancelliere russo Michail Illarionovič Voroncov e dall'inviato prussiano barone Wilhelm Bernhard von der Goltz: il trattato stabiliva un sostanziale ritorno alla situazione precedente il conflitto, con l'integrale restituzione alla Prussia dei territori occupati dai russi durante il conflitto. La Russia si impegnò anche a fare pressioni sulla Svezia perché siglasse parimenti una pace separata con la Prussia, cosa avvenuta il 22 maggio 1762 con la firma del trattato di Amburgo.
Successivamente alla stipula del trattato di pace, lo zar Pietro fece balenare anche la creazione di un'alleanza tra Russia e Prussia ai danni dell'Austria, la quale continuava a rimanere in armi contro Federico; benché la successiva deposizione dello zar nel giugno 1762 e la sua sostituzione sul trono con la zarina Caterina II fece fallire questo proposito, l'avvicinamento tra Russia e Prussia sancito dal trattato di San Pietroburgo portò nell'aprile 1764, conclusasi la guerra dei sette anni, alla firma di un'alleanza difensiva tra le due nazioni.